# René Vautier
René Vautier (ur. 15 stycznia 1928 w Camaret-sur-Mer, zm. 4 stycznia 2015) – francuski reżyser i dokumentalista.

## Życiorys
Urodził się w rodzinie pracownika fabryki i nauczycielki. W 1943 przystąpił do ruchu oporu. Za swoją działalność został odznaczony Krzyżem Wojennym przez Charles'a de Gaulle'a.
W 1946 rozpoczął studia w Wyższej Szkole Filmowej w Paryżu. W 1949 nakręcił reportaż o warunkach życia w koloniach francuskich. Nagranie to zostało skonfiskowane przez policję, a on sam oskarżony o zrealizowanie materiału, na którego nie dostał pozwolenia od władz. W 1950 opublikował film Afrique 50. Został za niego skazany na rok więzienia. 
Zdołał zrealizować około 150 filmów głównie o wojnie algierskiej, konfliktach zbrojnych, przemocy, rasizmie i emancypacji. Większość jego produkcji zostało okrojonych przez cenzurę. W 1973 w ramach protestu przeprowadził strajk głodowy. 
W 1998 opublikował swoje wspomnienia. 

## Wybrana filmografia
- 1948: Journées de printemps
- 1950: Afrique 50
- 1951: L'Odet
- 1954: Une nation l'Algérie
- 1957: Algérie en flammes
- 1963: Peuple en marche
- 1965: L’aube des damnés
- 1971: Mourir pour des images
- 1972: Avoir vingt ans dans les Aurès
- 1974: La folle de Toujane
- 1974: Le Remords
- 1976: Alan Stivell
- 1976: Frontline
- 1984: La nuit du dernier recours
- 1984: Cinéma d’exil et de luttes, extraits
- 1987: Vous avez dit Français?
- 1991: Allons enfants du bicentenaire
- 1995: Hirochirac 1995 oder Hirochirac et la colombe
- 1998: Et le mot frère et le mot camarade
- 1998: Dialogue d’images en temps de guerre

## Nagrody
- 1972: Nagroda Jury na Festiwalu Filmowym w Cannes za Avoir vingt ans dans les Aurès